# Pressione venosa centrale
Per pressione venosa centrale (PVC) si intende un valore pressorio (espresso in mm di mercurio - mmHg, oppure in cm d'acqua - cmH2O; ogni mmHg corrisponde a 1,3 cmH2O) rilevato nel tratto terminale della vena cava superiore e corrispondente alla pressione vigente nell'atrio destro.
La rilevazione della PVC avviene grazie alla posa di un catetere venoso centrale attraverso una vena profonda di grosso calibro (vena succlavia, o giugulare, o basilica o più raramente safena).

## Diagnosi
Il valore di PVC permette di valutare il volume ematico circolante, la funzionalità cardiaca ed il ritorno venoso. Risulta ancora da chiarire il range di normalità della PVC. È piuttosto chiaro che: 
- valori negativi della PVC sono al di sotto del range;
- valori di PVC superiori a 12 ne sono al di sopra.

Il range di normalità è però ancora oggetto di discussioni. Si stima che in un soggetto sano a riposo la PVC sia normalmente compresa tra 3 e 8 cmH2O. Il limite inferiore, secondo diverse fonti, ha un valore da 0 a 5, mentre il limite superiore va da 7 a 12.
Vari fattori influiscono sui valori di PVC: ipovolemia o ipervolemia (diminuzione o aumento del volume ematico circolante), insufficienza cardiaca, ostacoli meccanici alla circolazione cardiaca, alterazioni della pressione intratoracica (ad esempio pneumotorace), farmaci, ventilazione meccanica.
Valori superiori alla norma indicano sovraccarico di volume, insufficienza cardiaca destra, aumento della pressione intratoracica o turbe vasomotorie.
Valori inferiori alla norma indicano perdite di volume (emorragie, vomito, diarrea, shock) o turbe vasomotorie.
La PVC è un parametro che viene rilevato frequentemente nell'ambito dei monitoraggi post-operatori.

## Misurazione
La misurazione della PVC può essere effettuata manualmente o tramite il monitor paziente.

### Misurazione manuale
È necessario liberare da ogni tipo di infusione il lume distale del catetere venoso centrale, effettuare un eventuale lavaggio a goccia rapida del cvc e collegare a quest'ultimo un deflussore da flebo pieno di soluzione salina; tagliare il deflussore in modo da "allungare" il lume del CVC di circa 20 cm, inserire il tubo nell'apposito listello di plastica che presenta un solco al centro e una scala graduata in cm di H2O; posizionare perpendicolarmente al paziente il deflussore (sempre collegato al lume) e porre lo zero della scala graduata all'altezza del cavo ascellare (corrispondente all'altezza del cuore) del paziente; posizionare il paziente supino (eliminare anche il cuscino); sconnetterlo dal respiratore se ventilato con pressioni positive; osservare quanti centimetri di salina rimangono nel deflussore partendo dallo zero. Il valore ottenuto è la PVC.

### Misurazione con monitor paziente
È necessario disporre di linea con trasduttore per convertire l'impulso meccanico del lume in impulso elettrico al monitor paziente. La linea col trasduttore va collegata distalmente al lume distale del CVC e prossimalmente a una sacca di soluzione salina da 500 ml inserita in uno spremisacca gonfiato a 300 mmHg affinché garantisca un lavaggio continuo del lume alla velocità di circa 3-5 ml/h. Tra i due estremi della linea è presente il trasduttore che rileva l'impulso meccanico del sangue dal lume e lo trasmette in tempo reale al monitor paziente fornendo un valore max, uno min e uno medio, fornisce inoltre un'onda sfigmica sempre visibile a monitor. È necessario come per la misurazione manuale posizionare il paziente supino, sospendere ogni infusione nel CVC considerato e disconnettere per alcuni secondi durante la misurazione il paziente dal respiratore.